# 306 Batalion Schutzmannschaft
Batalion Policyjny nr 306 (niem. SchutzmannschaftsBtl 306) – batalion policyjny, sformowany w lipcu 1941.

## Historia
We wrześniu 1941 brał udział w walkach nad rzeką Piecz, zabijając 260 partyzantów sowieckich.